# Primer ministre d'Hongria
El Primer Ministre de la República d'Hongria és el cap de govern d'aquest país. Actualment i des del 29 de maig de 2010 és Viktor Orbán (FIDESZ).

## Primers Ministres de l'Imperi Austríac(1848-1849)

La Bandera de l'Imperi Austríac

| Núm. | Nom              | Inici               | Fi                  | Partit |
| ---- | ---------------- | ------------------- | ------------------- | ------ |
| 1.   | Lajos Batthyány  | 17 de març de 1848  | 2 d'octubre de 1848 | Cap    |
| 2.   | Lajos Kossuth    | 2 d'octubre de 1848 | 1 de maig de 1849   | Cap    |
| 3.   | Bertalan Szemere | 1 de maig de 1849   | 13 d'agost de 1849  | Cap    |

## Primers Ministres d'Àustria-Hongria(1867-1918)

La Bandera d'Àustria-Hongria (1867-1918)

| Núm.      | Nom                                    | Inici                  | Fi                     | Partit |
| --------- | -------------------------------------- | ---------------------- | ---------------------- | ------ |
| 4. (1.)   | Gyula Andrássy                         | 17 de febrer de 1867   | 14 de novembre de 1871 | Cap    |
| 5. (2.)   | Menyhért Lónyai                        | 14 de novembre de 1871 | 4 de desembre de 1872  | Cap    |
| 6. (3.)   | József Szlávy                          | 4 de desembre de 1872  | 1 de març de 1874      | Cap    |
| 7. (4.)   | István Bittó                           | 1 de març de 1874      | 2 de març de 1875      | Cap    |
| 8. (5.)   | Béla Wenckheim                         | 2 de març de 1875      | 20 d'octubre de 1875   | SZP    |
| 9. (6.)   | Kálmán Tisza                           | 20 d'octubre de 1875   | 13 de març de 1890     | SZP    |
| 10. (7.)  | Gyula Szapáry                          | 13 de març de 1890     | 17 de novembre de 1892 | SZP    |
| 11. (8.)  | Sándor Wekerle (Primer mandat)         | 17 de novembre de 1892 | 1 de gener de 1895     | SZP    |
| 12. (9.)  | Dezső Bánffy                           | 1 de gener de 1895     | 26 de febrer de 1899   | SZP    |
| 13. (10.) | Kálmán Széll                           | 26 de febrer de 1899   | 27 de juny de 1903     | SZP    |
| 14. (11.) | Károly Khuen-Héderváry (Primer mandat) | 27 de juny de 1903     | 3 de novembre de 1903  | SZP    |
| 15. (12.) | István Tisza (Primer mandat)           | 3 de novembre de 1903  | 18 de juny de 1905     | SZP    |
| 16. (13.) | Géza Fejérváry                         | 18 de juny de 1905     | 8 d'abril de 1906      | Cap    |
| 17. (14.) | Sándor Wekerle (Segon mandat)          | 8 d'abril de 1906      | 17 de gener de 1910    | SZP    |
| 18. (15.) | Károly Khuen-Héderváry (Segon mandat)  | 17 de gener de 1910    | 22 d'abril de 1912     | SZP    |
| 19. (16.) | László Lukács                          | 22 d'abril de 1912     | 10 de juny de 1913     | PNW    |
| 20. (17.) | István Tisza (Segon mandat)            | 10 de juny de 1913     | 15 de juny de 1917     | PNW    |
| 21. (18.) | Móric Esterházy                        | 15 de juny de 1917     | 20 d'agost de 1917     | Cap    |
| 22. (19.) | Sándor Wekerle (Tercer mandat)         | 20 d'agost de 1917     | 31 d'octubre de 1918   | Cap    |
| 23. (20.) | János Hadik                            | 31 d'octubre de 1918   | 16 de novembre de 1918 | Cap    |

## Primers Ministres de la Primera República (1918-1919)

La Bandera de la I República (1918-1919)

| Núm.     | Nom            | Inici                  | Fi                  | Partit |
| -------- | -------------- | ---------------------- | ------------------- | ------ |
| 24. (1.) | Mihály Károlyi | 16 de novembre de 1918 | 11 de gener de 1919 | KP     |
| 25. (2.) | Dénes Berinkey | 11 de gener de 1919    | 22 de març de 1919  | Cap    |

## Primers Ministres de la República Soviètica (1919)

La Bandera de la República Soviètica (1919)

| Núm.     | Nom           | Inici              | Fi                 | Partit |
| -------- | ------------- | ------------------ | ------------------ | ------ |
| 26. (1.) | Sándor Garbai | 22 de març de 1919 | 23 de juny de 1919 | MSZMP  |
| 27. (2.) | Antal Dovcsák | 23 de juny de 1919 | 1 d'agost de 1919  | MSZMP  |
| 28. (3.) | Gyula Peidl   | 1 d'agost de 1919  | 6 d'agost de 1919  | Cap    |

## Govern provisional, Primera República abolida (1919-1920)

La Bandera de la Primera República Abolida (1919-1920)

| Núm.     | Nom              | Inici                  | Fi                     | Partit |
| -------- | ---------------- | ---------------------- | ---------------------- | ------ |
| 29. (1.) | István Friedrich | 6 d'agost de 1919      | 24 de novembre de 1919 | Cap    |
| 30. (2.) | Károly Huszár    | 24 de novembre de 1919 | 1 de març de 1920      | Cap    |

## Primers Ministres de Monarquia Restaurada (1920-1946)

La Bandera de la Monarquia Restaurada (1920-1946)

| Núm.      | Nom                        | Inici                  | Fi                     | Partit |
| --------- | -------------------------- | ---------------------- | ---------------------- | ------ |
| 31. (1.)  | Sándor Simonyi-Semadam     | 1 de març de 1920      | 19 de juliol de 1920   | Cap    |
| 32. (2.)  | Pál Teleki (Primer mandat) | 19 de juliol de 1920   | 14 d'abril de 1921     | Cap    |
| 33. (3.)  | István Bethlen             | 14 d'abril de 1921     | 19 d'agost de 1931     | EP     |
| 34. (4.)  | Gyula Károlyi              | 19 d'agost de 1931     | 4 d'octubre de 1932    | EP     |
| 35. (5.)  | Gyula Gömbös               | 4 d'octubre de 1932    | 6 d'octubre de 1936    | NEP    |
| 36. (6.)  | Kálmán Darányi             | 6 d'octubre de 1936    | 14 de maig de 1938     | Cap    |
| 37. (7.)  | Béla Imrédy                | 14 de maig de 1938     | 16 de febrer de 1939   | Cap    |
| 38. (8.)  | Pál Teleki (Segon mandat)  | 16 de febrer de 1939   | 3 d'abril de 1941      | MEP    |
| 39. (9.)  | László Bárdossy            | 3 d'abril de 1941      | 7 de març de 1942      | Cap    |
| 40. (10.) | Miklós Kállay              | 7 de març de 1942      | 23 de març de 1944     | Cap    |
| 41. (11.) | Döme Sztójay               | 23 de març de 1944     | 29 d'agost de 1944     | Cap    |
| 42. (12.) | Géza Lakatos               | 29 d'agost de 1944     | 15 d'octubre de 1944   | Cap    |
| 43. (13.) | Ferenc Szálasi             | 15 d'octubre de 1944   | 28 de març de 1945     | NP-HM  |
| 44. (14.) | Béla Miklós                | 28 de març de 1945     | 15 de novembre de 1945 | Cap    |
| 45. (15.) | Zoltán Tildy               | 15 de novembre de 1945 | 2 de febrer de 1946    | FKGP   |

## Primers Ministres de la Segona República (1946-1949)

La Bandera de la Segona República (1946-1949)

| Núm.     | Nom                           | Inici                  | Fi                     | Partit |
| -------- | ----------------------------- | ---------------------- | ---------------------- | ------ |
| 46. (1.) | Mátyás Rákosi (Primer mandat) | 2 de febrer de 1946    | 4 de febrer de 1946    | MKP    |
| 47. (2.) | Ferenc Nagy                   | 4 de febrer de 1946    | 31 de maig de 1947     | FKGP   |
| 48. (3.) | Mátyás Rákosi (Segon mandat)  | 31 de maig de 1947     | 31 de maig de 1947     | MKP    |
| 49. (4.) | Lajos Dinnyés                 | 31 de maig de 1947     | 10 de desembre de 1948 | FKGP   |
| 50. (5.) | István Dobi                   | 10 de desembre de 1948 | 26 d'abril de 1950     | MDP    |

## Primers Ministres de laPrimera República Popular(1949-1956)

La Bandera de la Primera República Popular (1949-1956)

| Núm.     | Nom                           | Inici               | Fi                   | Partit |
| -------- | ----------------------------- | ------------------- | -------------------- | ------ |
| 50. (1.) | István Dobi                   | 26 d'abril de 1950  | 14 d'agost de 1952   | MDP    |
| 51. (2.) | Mátyás Rákosi (Tercer mandat) | 14 d'agost de 1952  | 4 de juliol de 1953  | MDP    |
| 52. (3.) | Imre Nagy (Primer mandat)     | 4 de juliol de 1953 | 18 d'abril de 1955   | MDP    |
| 53. (4.) | András Hegedűs                | 18 d'abril de 1955  | 23 d'octubre de 1956 | MDP    |

## Primers Ministres de laRevolució Hongaresa(1956)

La Bandera de la Revolució Hongaresa (1956)

| Núm.     | Nom                      | Inici                | Fi                     | Partit |
| -------- | ------------------------ | -------------------- | ---------------------- | ------ |
| 54. (1.) | Imre Nagy (Segon mandat) | 23 d'octubre de 1956 | 10 de novembre de 1956 | MSZMP  |

## Primers Ministres de laSegona República Popular(1956-1989)
| Núm.     | Nom                         | Inici                  | Fi                     | Partit |
| -------- | --------------------------- | ---------------------- | ---------------------- | ------ |
| 55. (1.) | János Kádár (Primer mandat) | 10 de novembre de 1956 | 28 de gener de 1958    | MSZMP  |
| 56. (2.) | Ferenc Münnich              | 28 de gener de 1958    | 13 de setembre de 1961 | MSZMP  |
| 57. (3.) | János Kádár (Segon mandat)  | 13 de setembre de 1961 | 30 de juny de 1965     | MSZMP  |
| 58. (4.) | Gyula Kállai                | 30 de juny de 1965     | 14 d'abril de 1967     | MSZMP  |
| 59. (5.) | Jenő Fock                   | 14 d'abril de 1967     | 15 de maig de 1975     | MSZMP  |
| 60. (6.) | György Lázár                | 15 de maig de 1975     | 25 de juny de 1987     | MSZMP  |
| 61. (7.) | Károly Grósz                | 25 de juny de 1987     | 23 de novembre de 1988 | MSZMP  |
| 62. (8.) | Miklós Németh               | 23 de novembre de 1988 | 18 d'octubre de 1989   | MSZMP  |

## Primers Ministres de la Tercera República (1989-actualitat)

La Bandera de la Tercera República

| Núm.     | Nom                          | Inici                  | Fi                     | Partit |
| -------- | ---------------------------- | ---------------------- | ---------------------- | ------ |
| 62. (1.) | Miklós Németh                | 18 d'octubre de 1989   | 3 de maig de 1990      | MSZP   |
| 63. (2.) | József Antall                | 3 de maig de 1990      | 12 de desembre de 1993 | MDF    |
| 64. (3.) | Péter Boross                 | 12 de desembre de 1993 | 15 de juliol de 1994   | MDF    |
| 65. (4.) | Gyula Horn                   | 15 de juliol de 1994   | 6 de juliol de 1998    | MSZP   |
| 66. (5.) | Viktor Orbán (Primer mandat) | 6 de juliol de 1998    | 27 de maig de 2002     | FIDESZ |
| 67. (6.) | Péter Medgyessy              | 27 de maig de 2002     | 29 de setembre de 2004 | Cap    |
| 68. (7.) | Ferenc Gyurcsány             | 29 de setembre de 2004 | 14 d'abril de 2009     | MSZP   |
| 69. (8.) | Gordon Bajnai                | 14 d'abril de 2009     | 29 de maig de 2010     | Cap    |
| 70. (9.) | Viktor Orbán (Segon mandat)  | 29 de maig de 2010     | actualitat             | FIDESZ |